# 町屋斎場

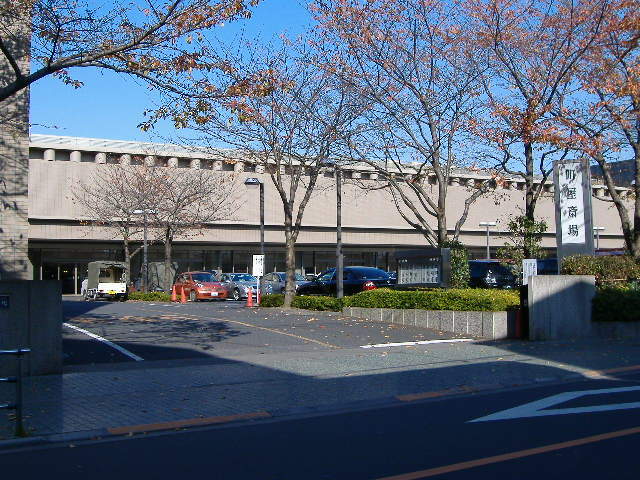
町屋斎場

町屋斎場（まちやさいじょう）は、東京都荒川区町屋にある民間経営の火葬場・斎場である。

## 概要
東京都に6つの斎場を有する東京博善株式会社（広済堂ホールディングスグループ）が経営している。その中では最も規模が大きい斎場である。1994年（平成6年）10月に斎場棟や休憩室も含め全面改築され、他の斎場とほぼ同じデザインになった。現在は火葬棟が中央にあり、それを挟み込む形で左右に斎場棟が配置される。
ここは荒川区の史跡となっており、歴史を説明した下記の荒川区の説明板が斎場の西に掲げられている。
あらかわの史跡・文化財
町屋火葬場は江戸五三昧の歴史を伝える。江戸五三昧とは、千駄木（駒込）・桐ヶ谷（荏原）・渋谷（代々幡）・炮烙新田（葛西）・小塚原（千住）にあった火葬場をいう。小塚原の火葬場は寛文九年（1669）に下谷・浅草あたりの各寺院から移されたもので、火葬寺・火屋などともよばれた。明治二十年、周辺の市街化により廃止、二年後に町屋に移転した。一方、火葬場の増設許可が下り、同二十年、東京博善社が日暮里火葬場を新設。その後、同火葬場は町屋火葬場の隣地に移ることになり、同三十七年の移転とともに、町屋火葬場と合併した。荒川区教育委員会

## 所在地
- 〒116-0001 東京都荒川区町屋一丁目23番4号

## 建物内
- 火葬炉 12基 （最上等：8基　特別室：2基　特別殯館：2基）燃料：都市ガス、炉形式：ロストル式
- 休憩室 6室
- 斎場（従来式場） 10室（東西に5室ずつに分かれて配置されている。控室も同様の配置。）
- 斎場（新型式場）　5室（令和5年8月、家族葬などの小規模な葬儀向けに、3階の休憩室だった5室を式場兼会食会場に改装し、式場の順番待ちを短縮することが可能になる）[1]
- 控室 10室
- コーヒーコーナー 2ヵ所
- 売店 4ヵ所

## 通夜・告別式
- 通夜は原則的に一斉に午後6時開式、午後7時閉式となっている。告別式は他の部屋、または外来（自宅葬やホール葬など）や、葬儀を行わない「直葬」の葬家と火葬の予約時間が重ならないよう、時間差で執り行われる。（直葬の場合、棺を炉に納める直前に、炉前で「別れ花」による最後の対面を伴うため）
- この斎場の式場を使用した場合の出棺は、斎場棟から火葬棟まで棺を霊柩車に乗せて移動するか、または斎場職員が台車を使って火葬棟へ移動する方法のいずれかを選択できる。

## 葬儀・火葬が行われた有名人
- 石川啄木（火葬のみ）[2]
- 森鷗外（火葬のみ）[2]
- 稲川英雄[3][4]
- 二代目古今亭圓菊[5]
- 大鵬幸喜（火葬のみ）[6]
- 相馬勝也[7]
- 尾崎行雄[8]
- 初代三笑亭夢丸[9]
- 松方弘樹[10]
- 青島利幸[11]
- 立川左談次[12]
- 梅宮辰夫[13]
- 浦川大将[14]

## 最寄駅
- 京成本線・東京メトロ千代田線町屋駅から徒歩で5分
- 都電荒川線荒川七丁目停留場下車徒歩3分。

## 利用する際の注意点
町屋斎場は、斎場の提供と火葬の業務を行うまでなので、利用するには、葬儀社を通して申し込む必要がある。